# Graziano Gasparini
Graziano Gasparini (Gorizia, Italia, 31 de julio de 1924 - Caracas, Venezuela, 30 de noviembre de 2019) fue un arquitecto, restaurador, historiador de la arquitectura y pintor venezolano nacido en Italia.

## Formación
Estudió arquitectura en el Instituto Universitario de Arquitectura de Venecia (IUAV) y, paralelamente, arte en la Academia de Bellas Artes, de la misma ciudad. Gasparini toma clases con los críticos de arquitectura Bruno Zevi (1918-2000) y el arquitecto Carlo Scarpa (1906-1978), egresando en 1948.
Expone sus primeras obras pictóricas en tres galerías en Venecia y participa en el Concurso Internacional para Afiches del Festival Cinematográfico de Venecia, en donde obtiene el primer premio en 1948.
Viajó a Venezuela en 1948 donde uno de sus objetivos fue el de promover la participación de este país en la Bienal de Venecia, que se retomaba tras finalizar la Segunda Guerra Mundial. Al llegar a Caracas descubre que hay pocos arquitectos en el país, por lo que decide instalarse en Venezuela.

## Obra en Venezuela
En 1949 ya instalado en Venezuela comienza a recorrerlo, visita cada pueblo, fotografía viviendas e iglesias. En 1953 participa en el XIV Salón Oficial (Museo de Bellas Artes, Caracas) con tres óleos, obtiene el premio José Loreto Arismendi. Este es solo un reconocimiento dentro de una acción mucho más vasta dentro del arte contemporáneo, como creador y promotor, tema al que se ha dedicado el primer libro que trata de manera específica la tarea de Gasparini.
Ese mismo año inicia su trabajo como restaurador de iglesias construidas en el período colonial: la iglesia de Píritu (Estado Anzoátegui, 1953), la Catedral de Coro (Falcón, 1957), el Templo de Obispos (Barinas, 1958), el Templo de Santa Ana (Falcón, 1959) y la iglesia de Santa Ana (Nueva Esparta, 1963). Su trabajo como restaurador le valió el reconocimiento de la UNESCO, por lo que efectuó restauraciones en Colombia, Bolivia, Perú, México y Guatemala.
A la par de su trabajo como restaurador, se dedica a la docencia universitaria a partir de 1958 en la Facultad de Arquitectura y Urbanismo de la Universidad Central de Venezuela, en donde dictaba clases de Historia de la Arquitectura Prehispánica y Colonial de Iberoamérica. En esta universidad funda en 1963 y dirige el Centro de Investigaciones Históricas y Estéticas de la FAU de la UCV hasta 1980. En 1971 crea las cátedras de conservación ambiental y restauración de monumentos e introducción a la crítica de la arquitectura.
Contrajo matrimonio con la socióloga Olga Lagrange en 1951. Tras enviudar en 1970, contrae segundas nupcias con la antropóloga norteamericana Luise Margolies en 1971.
En 1956 participa nuevamente en el XVII Salón Oficial y obtiene el Premio Federico Brandt por su obra Castilla. Concurre también a la XXVIII Bienal de Venecia, donde gana el premio de adquisición de la Galería Internacional de Arte Moderno de Venecia. En 1958 obtiene el premio Arístides Rojas en el XIX Salón Oficial. A lo largo de su vida expone en distintas ocasiones su obra pictórica en galerías caraqueñas.
Desde 1974 y hasta 1982 fue fundador y primer director de la Dirección de Patrimonio Histórico, Artístico y Ambiental del CONAC, cargo que ocupa nuevamente en 1989 hasta 1993. También se desempeña como Secretario de la Junta Nacional Protectora y Conservadora del Patrimonio Histórico y Artístico.
En 1987 obtiene la beca de la Fundación John Simon Guggenheim para el proyecto Arquitectura indígena de Venezuela. Se desempeña como investigador invitado del Getty Center for the History of Art and the Humanities (Santa Mónica, California, 1993).
La Galería de Arte Nacional posee en su colección un significativo número de fotografías de Armando Reverón que Gasparini realizó en 1952 y un óleo sobre madera titulado Paisaje andino de 1953.

## Reconocimientos
En 1995 recibe el Premio Nacional de Arquitectura, por su labor en el estudio y restauración de la arquitectura colonial, tanto venezolana como latinoamericana. En el 2009 recibió el Doctorado Honoris Causa otorgado por la Universidad Central de Venezuela y luego por la Universidad Experimental del Táchira (2017).
En 2021 se publicó el primer libro dedicado a su trayectoria: "Graziano Gasparini y el arte contemporáneo. Producción, promoción y exhibición entre Italia y Venezuela", a cargo del historiador de arte Rodrigo Gutiérrez Viñuales.

## Vida personal
Hermano del fotógrafo Paolo Gasparini.

## Libros publicados
- Templos coloniales de Venezuela. Caracas, Ediciones A, 1959
- La arquitectura colonial en Coro. Caracas, Ediciones A, 1961
- Templos coloniales del Estado Barinas, Caracas, Ediciones A, 1961
- La casa colonial venezolana. Caracas, Ediciones del Centro de Estudiantes de Arquitectura, UCV 1962
- Promesa de Venezuela, con Mariano Picón Salas. Ediciones de la Presidencia de la República, Caracas 1964.
- La arquitectura colonial en Venezuela. Caracas, Ediciones Armitano, 1965
- Amuay 64: su gente, su vivienda, con Jeannette Abouhamad. Caracas: Facultad de Arquitectura y Urbanismo, Universidad Central de Venezuela, 1966.
- Venezuela: monumentos históricos y arqueológicos. México, Instituto Panamericano de Geografía, 1966.
- Muros de Venezuela con Guillermo Meneses. Ediciones Armitano, Caracas, 1967

- Restauración de templos coloniales en Venezuela. Caracas, Ministerio de Justicia, Armitano, 1969
- Caracas a través de su arquitectura. En colaboración con Juan Pedro Posani, Caracas, Fundación Fina Gómez, 1969.
- Color natural, con Isaac Chocrón. Caracas, Editorial Arte, 1969.
- Caracas colonial. Buenos Aires, Centro Editor de América Latina, 1969
- ¡Qué de recuerdos de Venezuela!, con Alfredo Armas Alfonso. Caracas, Ernesto Armitano, 1970.
- Los retablos del período colonial en Venezuela, en colaboración con Carlos Duarte. Caracas, Ediciones Armitano, 1971
- Alturas de Macchu Picchu, con Pablo Neruda. Buenos Aires, Editorial Losada, 1972.
- América, barroco y arquitectura. Caracas, Ernesto Armitano, 1972
- Memories of Venezuela. Caracas, Ernesto Armitano,1973
- El arte colonial en Venezuela, con Carlos F. Duarte. Caracas, Oficina Central de Información, 1974

- Muros de México, con Ricardo Legarreta. México, San Ángel Ediciones, 1978
- Arquitectura Inka, con Luise Margolies. Caracas, Universidad Central de Venezuela, 1977
- Caracas: la ciudad colonial y guzmancista, Caracas, Armitano Editores, 1978.
- Venezuela otra, con Luise Margolies. Caracas, Armitano, 1981
- La Guaira, orígenes históricos y morfología urbana, con Manuel Pérez Vila. Caracas, Ministerio de Información y Turismo, 1981.
- La arquitectura colonial en Venezuela. Caracas, Fundarte, 1981.
- Las fortificaciones del período hispánico en Venezuela. Caracas, Armitano Editores, 1985.
- Los retablos del periodo hispánico en Venezuela, en colaboración con Carlos F. Duarte. Caracas, Ernesto Armitano, 1985
- Paraguaná: tradiciones y cambios en el hábitat de una región venezolana, con Carlos González Batista y Luise Margolies. Caracas, Ernesto Armitano, 1985.
- Arquitectura popular de Venezuela, con Luise Margolies. Caracas, Fundación Eugenio Mendoza, 1986. ISBN: 9806017048.
- Historia de la Catedral de Caracas, con Carlos F. Duarte. Caracas, Ernesto Armitano, 1989
- Formación urbana de Venezuela, siglo XVI. Caracas, Armitano Editores, 1991. ISBN 9802160784

- Historia de la iglesia y convento de San Francisco, con Carlos F. Duarte. Caracas, Banco Venezolano de Crédito, 1991
- Casa venezolana con Ermila Troconis de Veracoechea. Caracas, Armitano Editores, 1992, ISBN 9802161004
- Venezuelan Houses, con Luis Alberto Crespo. Caracas, Armitano, 1994 ISBN: 9802161101 I
- Coro: patrimonio mundial, Caracas, Armitano, 1994 ISBN  980216125X
- La arquitectura de las Islas Canarias, 1420-1788. Caracas, Armitano Editores, 1995 ISBN 9802161365
- La arquitectura colonial iberoamericana, con Eugenio Pérez Montas. Caracas, Armitano Editores, 1997. ISBN 9802161586
- Arquitectura de tierra cruda en Venezuela, con Luise Margolies. Caracas, Armitano Editores, 1998 ISBN 9802161640
- Haciendas venezolanas, con Ermila Troconis de Veracoechea. Caracas: Armitano Editores, 1999, ISBN 9802161659
- Arquitectura indígena en Venezuela, con Luise Margolies. Caracas, Editorial Arte, 2005 ISBN: 9806476107.
- Memoria y permanencia. Ciudad Autónoma de Buenos Aires, Centro de Documentación de Arte y Arquitectura Latinoamericana, 2009. ISBN 987103329X
- Escuchar al monumento. Caracas, Editorial Arte, 2009. ISBN: 9789806476301.
- Respetar al monumento. Caracas, Editorial Arte, 2012. ISBN: 9789806476370.
- El plano fundacional de Caracas: las lecturas del plano de Juan Pimentel. Caracas, Fundavag Ediciones, 2015 ISBN:9807581125
- Arquitectura y no. Caracas, Editorial Arte, 2016 ISBN: 9789806676417.